# Torre del Reformador
La Torre del Reformador es una torre de 71.85 metros construida con acero galvanizado y está ubicada en la Séptima avenida, Segunda calle, zona 9 de la Ciudad de Guatemala. Construida en 1935 para conmemorar el centésimo aniversario del nacimiento de Justo Rufino Barrios, el 9.º Presidente de Guatemala, que instituyó varias reformas en el país, fue así como fue inaugurada el 19 de julio del año 1935  durante el gobierno de Jorge Ubico. 
Fue rearmada en 1935, para conmemorar el centésimo aniversario del nacimiento de Justo Rufino Barrios, quien fue Presidente de Guatemala e instituyó un sinnúmero de reformas. La estructura básica evoca la de la Torre Eiffel. En su punta cuenta con una campana y un reflector destinado como apoyo para la navegación aérea. Desde su inauguración ha estado ubicada en el mismo lugar: Boulevard 15 de septiembre y Calle General Miguel García Granados, actualmente 7.ª Avenida y 2.ª Calle Zona 9. En la placa de su base se escribió:
Con una altura de 75 metros, la Torre Conmemorativa del 19 del Julio (posteriormente denominada Torre del Reformador) fue inaugurada el 19 de julio de 1935 por el General Jorge Ubico Castañeda, en conmemoración al centenario del nacimiento del General Justo Rufino Barrios.
La Torre del Reformador fue construida en los Estados Unidos de América, a un costo de Q49,775.60 y fue ensamblada por el ingeniero Arturo Bickford, alcalde de la ciudad por entonces. El Gobierno de Bélgica donó la campana que se suspende en el interior de su estructura. El faro, así como la iluminación y el ajardinamiento de sus bases, fueron un aporte de una empresa privada para el embellecimiento del monumento.

## Galería

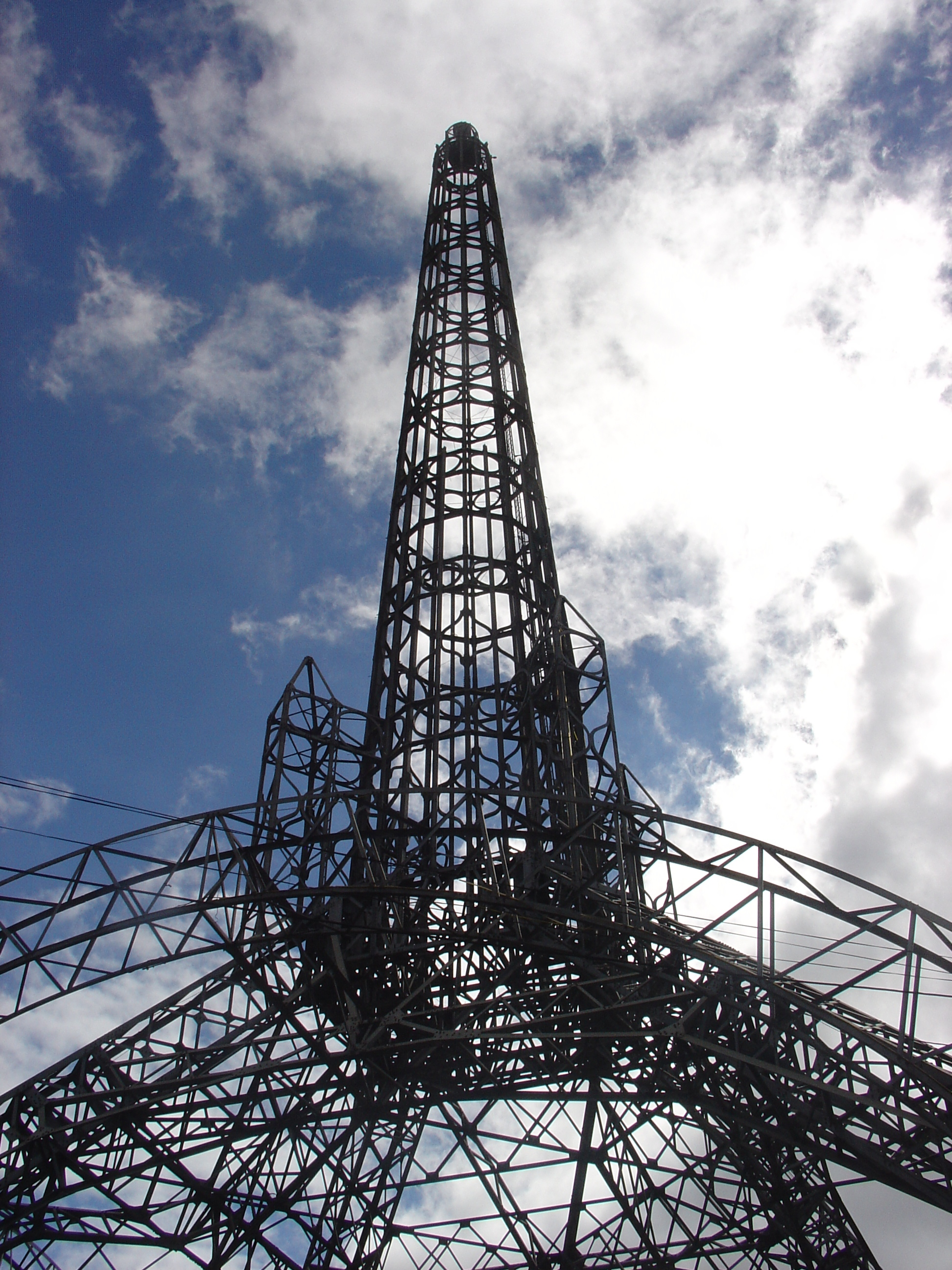
Detalle del acero galvanizado de la torre
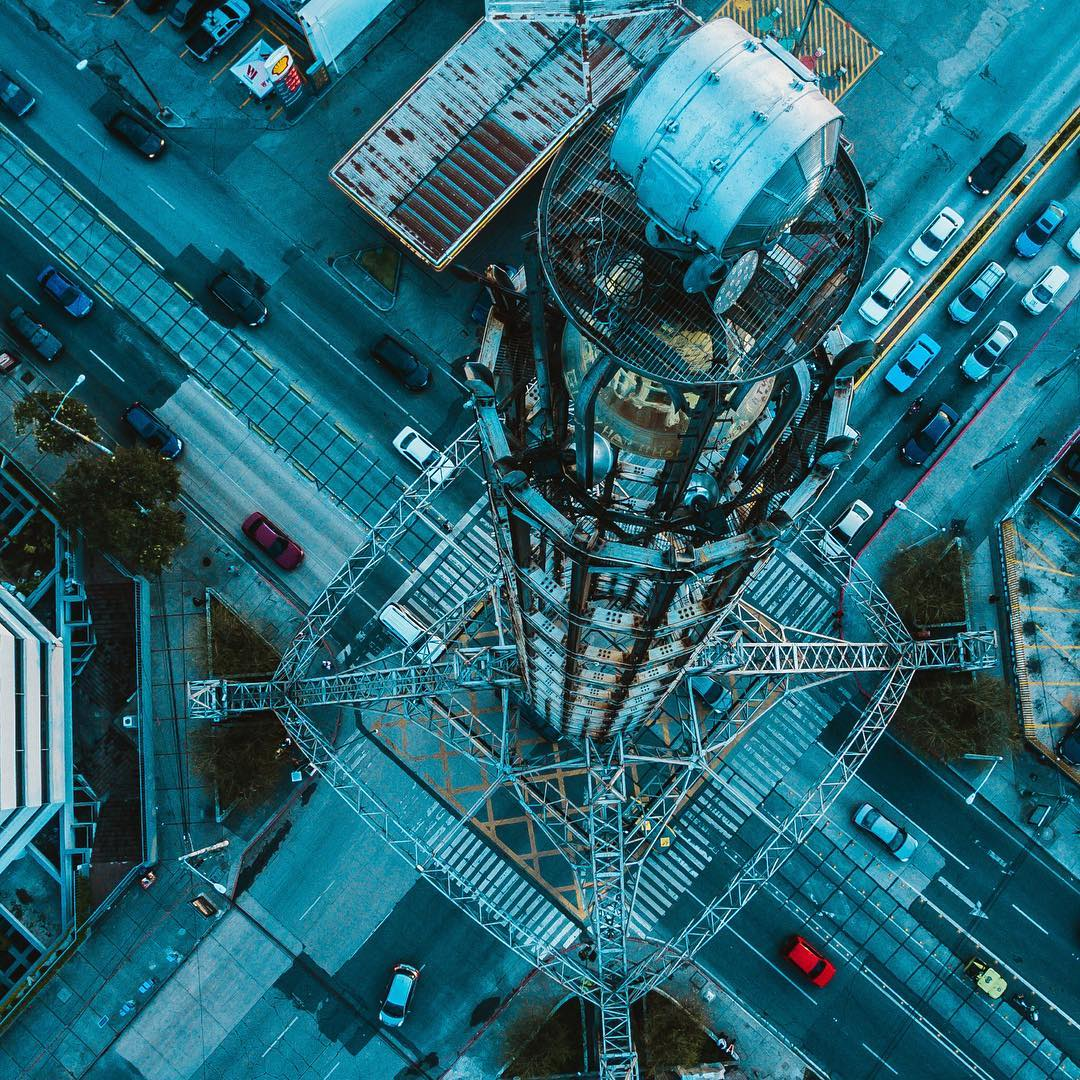
Vista aérea desde un ángulo vertical de la torre
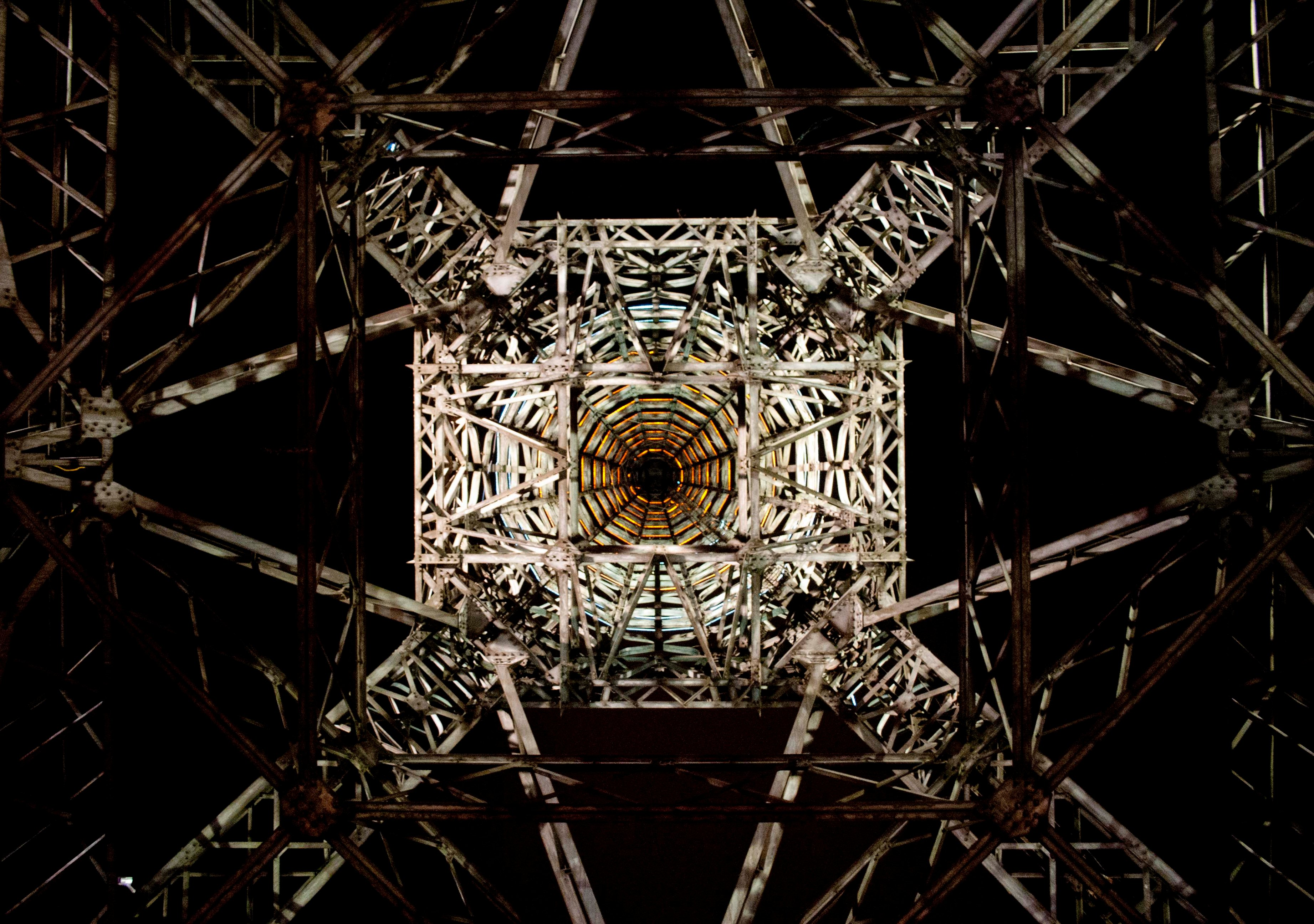
Vista en contrapicado de la torre de noche
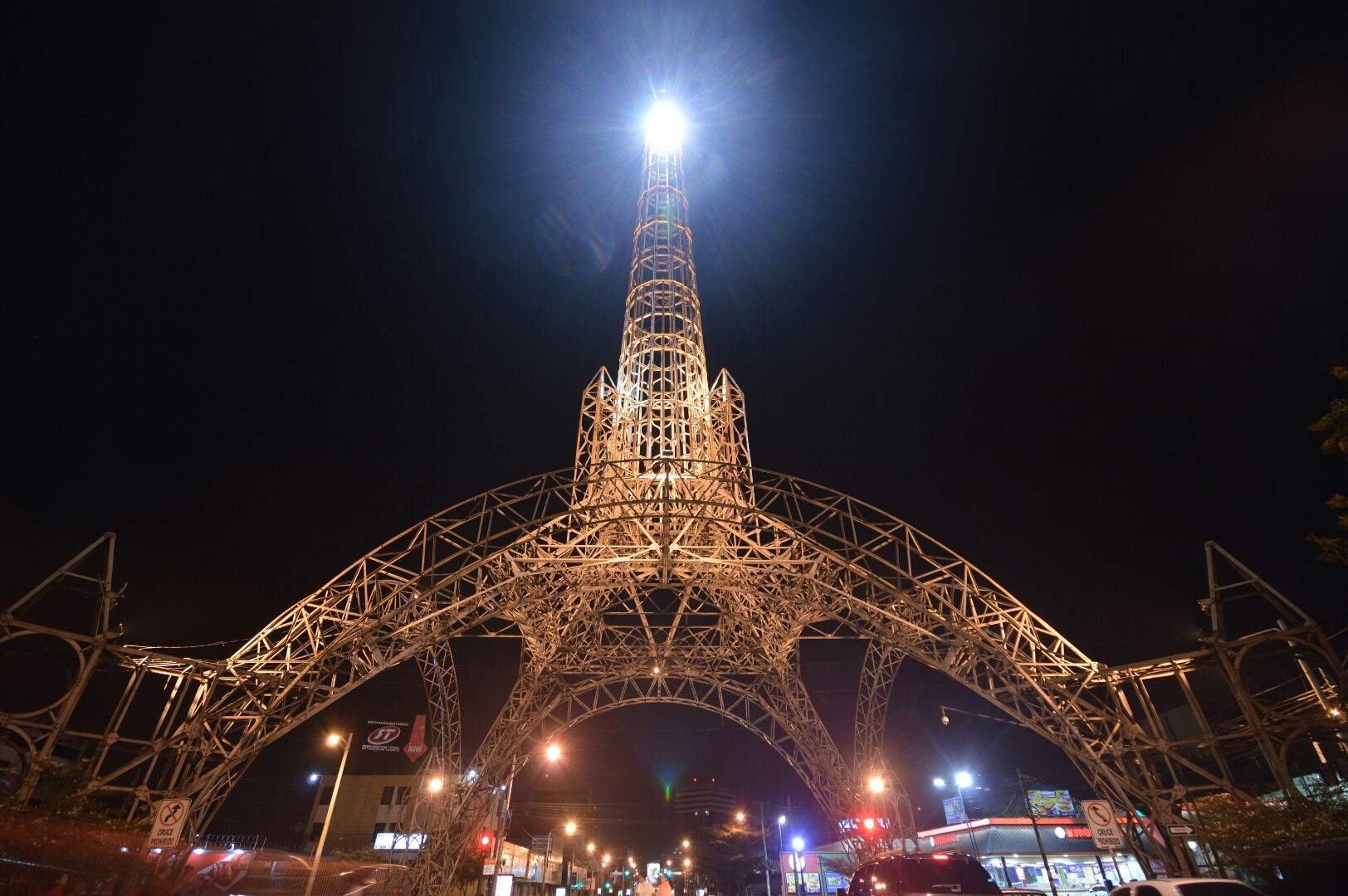
Torre del Reformador de noche vista desde la 7a Avenida
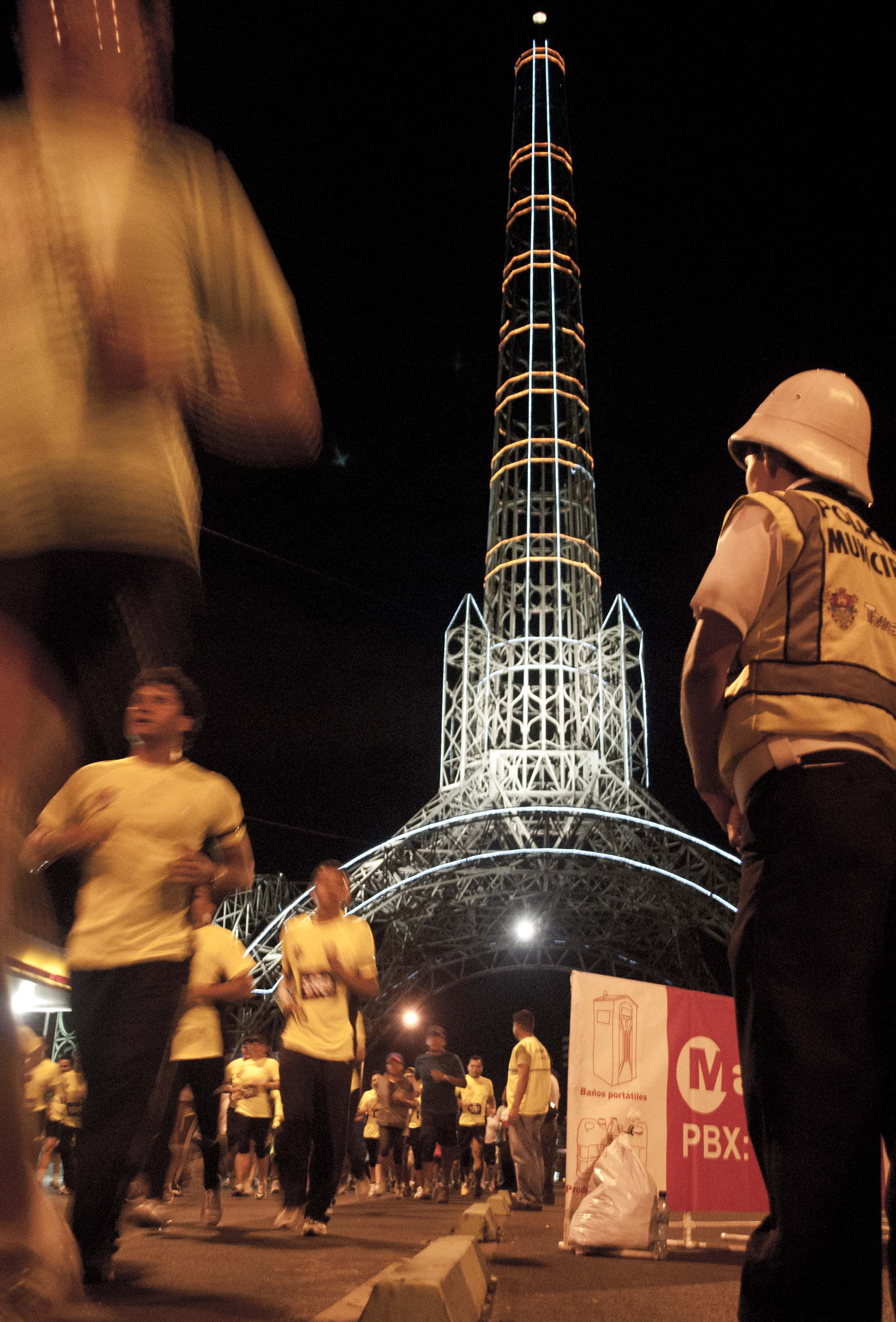
Torre del Reformador iluminada de noche